# Tarnowice Stare (gmina)
Tarnowice Stare – dawna gmina wiejska istniejąca w latach 1945–1946 w woj. śląskim (dzisiejsze woj. śląskie). Siedzibą władz gminy były Tarnowice Stare (obecnie w granicach Tarnowskich Gór).
Gmina zbiorowa Tarnowice Stare powstała w grudniu 1945 w powiecie tarnogórskim w woj. śląskim (śląsko-dąbrowskim). 14 lutego 1946 gmina liczyła 1235 mieszkańców. W wykazach opartych na stanie administracyjnym po 1946 roku jednostka już nie występuje.